# 小岛敬二
小岛敬二（日语：／ Kojima Keiji，1969年11月9日—），日本男子自行车运动员。他曾代表日本参加1990年亚洲运动会自行车比赛，获得一枚金牌。他也曾参加1992年夏季奥林匹克运动会。